# 入澤孝一
入澤 孝一（いりさわ こういち、1949年3月8日 - ）は、日本の教育者、スポーツ科学者、スピードスケート指導者である。元スケート日本代表ヘッドコーチ。冬季五輪メダリストの黒岩彰、黒岩敏幸、佐藤綾乃らを育て、日本スケート界の名伯楽として知られる。高崎健康福祉大学保健医療学部理学療法学科教授。専門は運動科学。群馬県スケート連盟副会長、群馬県スポーツ協会強化委員長。元群馬県スケート連盟理事長。

## 経歴
群馬県吾妻郡長野原町の生まれ。
群馬県立渋川高等学校普通科、中京大学体育学部に学ぶ。中京大から学士（体育学）を受ける]。
大学を出た後教師になり、群馬県吾妻郡嬬恋村立西中学校、群馬県立嬬恋高等学校に赴任。嬬恋高校スケート部監督として冬季インターハイで大会史上初の男女総合優勝を達成。高強度間欠的トレーニング(タバタトレーニング）をいち早く実践し、冬季五輪メダリストの黒岩彰、黒岩敏幸らを世界的選手に育てた。群馬県立長野原高等学校校長も務めた。宮崎守、熊川輝男らとともに嬬恋スケートクラブでも指導にあたり、スケート王国嬬恋の礎を築いた。1980～1990年代に日本スピードスケートナショナルチームのヘッドコーチを務めた。1992年アルベールビル五輪ではスピードスケート女子1500メートルで橋本聖子が銅メダルを獲得した際、橋本と肩を組んで喜んだ逸話も残る。
1984年、日本体育協会の指導者研修でノルウェーにコーチ留学。
1998年、長野オリンピックでは運営役員を務める。
その後、高崎健康福祉大学教授となり、スケート部監督に就任。佐藤綾乃、新浜立也、酒井寧子、山田和哉、小野寺優奈、樋沙織ら世界で活躍する選手を多数育てた。2015年～2018年までインカレ女子4連覇。
2018年、平昌オリンピックで教え子の佐藤綾乃が金メダルを獲得。佐藤への指導を讃えられ、群馬県スポーツ功労賞を受ける。
2022年、北京オリンピックに教え子の佐藤綾乃、新浜立也が日本代表として出場。

## 主な教え子
- 黒岩彰（冬季五輪日本代表）
- 黒岩敏幸（冬季五輪日本代表）
- 黒岩宗久（冬季五輪日本代表）
- 黒岩康志（冬季五輪日本代表）
- 小原悠里（冬季五輪日本代表）
- 佐藤綾乃（冬季五輪日本代表）
- 新浜立也（冬季五輪日本代表）
- 酒井寧子（冬季ユニバーシアード日本代表）
- 阿部友香 （冬季ユニバーシアード日本代表）
- 小野寺優奈（四大陸選手権日本代表）
- 樋沙織（世界ジュニア選手権日本代表）
- 山田和哉（スピードＷ杯日本代表）[8]

## 主な受賞歴
- 平成24年群馬県スポーツ協会長賞最優秀指導者賞（スケート）
- 平成25年群馬県スポーツ協会長賞最優秀指導者賞（スケート）
- 平成26年群馬県スポーツ協会長賞最優秀指導者賞（スケート）
- 平成27年群馬県スポーツ協会長賞最優秀指導者賞（スケート）
- 平成28年群馬県スポーツ協会長賞最優秀指導者賞（スケート）
- 平成29年群馬県スポーツ協会長賞最優秀指導者賞（スケート）
- 平成30年群馬県スポーツ協会長賞最優秀指導者賞（スケート）
- 平成30年度日本スケート連盟功労賞
- 平成30年度公認スポーツ指導者等表彰　永年表彰
- 日本スケート連盟90周年記念功労者表彰
- 令和元年度公認スポーツ指導者等表彰　優秀選手育成賞
- 令和元年度群馬県スケート連盟功労者表彰
- 令和２年度群馬県総合表彰（スポーツ）